# 天地創造デザイン部
『天地創造デザイン部』（てんちそうぞうデザインぶ、英語: [Ten-De-Bu] What a Strange Animal!, Heaven's Design Team）は、蛇蔵、鈴木ツタ（共同原作）、たら子（作画）による日本の漫画。『月刊モーニングtwo』（講談社）にて、2017年3号から連載中。万能の神から依頼を受けて動物をデザインする、天地創造社の個性豊かなデザイナーや、試作を担当する技術者たちの模索や葛藤の日々など、動物の完成する過程を描いたファンタジーコメディ。略称「天デ部」。話数単位カウントは「案件○」。2022年6月時点で電子書籍を含めたシリーズ累計部数は、60万部を突破している。

## 制作背景
元々仲の良かった蛇蔵と鈴木が、お互いの作業中に話していた妄想を編集者に見せたのが、この漫画の誕生したキッカケ。作中のネタを蛇蔵が、ネームを鈴木が担当しており、作画は編集部内でコンペが行われ、『もうそうのアキ』のたら子に決定した。作画のたら子は、元々生き物（特に虫）の絵を描くのが好きで、作画の担当に決定し「動物園の年間パスポートを買う口実が、やっとできました！」と語っている。科学史家の多久和理実が監修を担当している。
また、各話の最後には劇中で採用された実在する動物を紹介する「本当にいる生きもの図鑑」のコーナーが掲載されている。
2022年7月に案件56まで収録の8巻が発売されて以降、休載が多いが理由は公表されていない。

## あらすじ
天地を創造した神は天地や水を造った時点で面倒になって、生き物を造るのは“下請け”に任せることにした。その下請けである「天地創造社」のデザイナーたちが生き物の案を出し、エンジニアが実現可能か検証し、クライアントである神が採用の可否を決定する。
わがままな神様からの矛盾をはらんだオーダーに悩む、デザイナーと呼ばれる人間そっくりな謎の知的生命体が働く天地創造社に連絡係にあたる男女2人の天使が派遣される。熟練の業務連絡担当者であるセクシーなキャリアウーマン天使の上田は新人部下で青年サラリーマン天使の下田を新しい連絡係として彼らに紹介する。下田は、激務ではあるがオシャレなデザイン部のデザイナーやエンジニアたちと歩み、紡ぎながら突飛なアイデアをもとに描かれた生物の独創性に富むデザインと造形にハラハラさせられるドタバタな毎日に慣れていく。
一話完結の話がほとんどだが、単行本各巻末に収録される話は次の巻へ続くクリフハンガー形式の引きになっている。

## 登場人物
声の項はテレビアニメ版の声優。

### 天上
神様
声 - 龍田直樹
姿を現さないトリックスター的存在。デザイン部に生物のデザイン作成をさせ、連絡係の天使を代用に委託し、適当な依頼を与える面倒臭がり屋な性格のクライアント。デザイン部とはOEMのような関係を持っており 、常にデザイン部の行動を観察して、デザインされた生物を気に入れば採用し、気に入らなければ不採用にする。疲弊困憊しているデザイナーたちを申し訳なく思い、慰安旅行で楽しませた。

### 天使
デザイナーやエンジニア、虫部たちや人間と変わらない翼の無い肉体をもつが、服の襟などに翼をモチーフにしたデザインされたもので見分けられる。登場している男女2人の天使はデザイナーやエンジニアたちと同じく日本人の一般的な苗字を名乗っている。デザイナーたちには扱えないほどの能力を持っている他、日頃常備している天使の手帳にはデザイナーがデザインし暴走した生物のトラブルを止める力が備わっている。デザインの採用方法は、デザインを気に入った神様からのメッセージが、電気信号のように天使の頭に伝達され、「天啓」と唐突に叫び出して天使ではない周囲を驚かせつつデザインを採用する、と言う一風変わった方法になっている。基本的には人を思いやる優しい性格。
下田（しもだ）
声 - 榎木淳弥
本作の主人公。神様とデザイン部の新しい連絡係の天使。上田の部下で、新人のサラリーマン青年。下ネタに対して若干うぶなところがある。個性豊かなデザイン部デザイナーたちの奇抜な発想と動物デザインに戸惑いを隠せない日々を送る。手作りの「天使のゆるふわシュークリーム」をデザイン部にお裾分けする。若い男性デザイナーの頭の半分ぐらいの背丈。第1巻の発売を記念して『月刊モーニングtwo』の編集長と作画担当のたら子、そして彼女を担当する女性編集者と共に動物の疑似体験ができる「MOVE 生きものになれる展」を取材しに行く。
上田（うえだ）
声 - 原由実
下田の上司。ホワイトシャツやブラジャーとインナー無しで肌を晒し、巨乳の谷間が見えるほどのスーツを着たキャリアウーマンの様な姿で、グラマーな体型をした金髪美女の天使。神様とデザイン部の連絡係。デザイナーたちの奇抜な発想と動物デザインに対して慣れている様子。私情に流されず感情的にならず、頬笑むことが多い。第2巻の巻末にてある生物に呪いをかけ、縞模様の囚人服のような服装を着たデザイナーたちを危険に晒し、上司である神様の怒りを買い、罰として落雷と同時に地獄へ堕天させられ（たと思われて）彼女の周りにいた下田たちに衝撃が走るも、堕天とは「地獄」への出張命令であり次の回であっさりと帰還した。

### 天地創造社

#### （動物）デザイン部
本編中で主に登場。天上の神様に依頼された動物のデザインについて性質などの問題点を会議で話し合い、エンジニアに試作品作りを任せ、それらの採用と不採用を神様に委ね、決めてもらっている。彼らが常備している折り曲げた白紙は、ラフデザインされた生物の体を立体化させる仕組みを持っている。室内には会議を行うために用意された会議用の机と席、複数のドアと、天井がくり抜かれ雨曇がない白い雲が浮かぶ青空が丸見えで下界を覗ける頑丈な蓋やガラパゴス島に直接行けるドアがある。採用された生物は試作島と呼ばれるガラパゴス島に配置される。なお、動物部のデザイナー6人とエンジニア1人の全員の苗字は太陽系の星の名前がモデルになっている。
人間はおろかアダムとイブすらも誕生していないため、人間なのか人間に似た人型の生物なのかは現時点では不明だが、案件1にて水島が「来たな天使ども」と発言していることから、少なくとも天使ではない。現代社会に繁栄している人間と同じ思考と思想をもち、自力で読み書きをし想像力を働かせて独自にデザインを描く能力や、お互いに異なるファッションやアイテムなどを楽しむ文化を持つ他、年を取って孫息子のいる土屋のよう存在から、子孫を残せることがうかがえる。肋骨や舌を伸ばしたり、顔を蛇や馬に変えたり等、自身の肉体そのものに改造を施すことも可能。
デザイナーは、見た目が現代日本人とほぼ変わらず、職人気質であり、神様からのオーダーを受けデザインした生物を実体化したり、自分の肉体を動物化する能力を持つ。
土屋（つちや）
声 - 井上和彦
デザイン部の室長。眼鏡を掛け日本の着物を着た、白髪頭の老年の男性。代表作は馬で、自らデザインした馬の美しさに見惚れて虜になって以来、馬を模したデザインにとりつかれているため、作成した作品は不採用が多くなっている。そんな中でも採用された作品がタツノオトシゴ、シマウマ、クァッガ。ツェツェバエを用いる救出作戦の戦法をとるほど、年老いている見た目に対して、他の若いデザイナーたちとは違い、記憶力がとても優れている。
木村（きむら）
声 - 梅原裕一郎
好青年のデザイナー。代表作は牛。自らデザインした内臓を吐き出し再生を繰り返す見た目の悪いナマコやヒトデであろうが、どの生物に対してでも食欲をそそられながら、試作室のそれらのパーツを試食する食欲旺盛な面がある。動物たちの肉を味見しており、草食動物や虫を食べる動物は美味しいらしく、肉食動物は味がまずく食あたりしやすいとのこと。海原の生物作品アリクイの蟻を食事する所と無意味な威嚇の弱さに食べたがり、対策を練った海原のアルマジロを参考にした火口の試作品のグリプトドンに押し潰される。金森と気が合いやすい。
水島（みずしま）
声 - 諏訪部順一
スティーブ・ジョブズを想起させる七分袖の黒の上着とジーンズのシンプルな服装に角眼鏡をかけたスタイルの黒い短髪の若い男性デザイナー。土屋と顔立ちや面影が似ている。シンプルかつ斬新なアイデアとデザインを手掛ける。土屋がデザインした代表作の馬を参考にして、代表作が蛇となり、自信満々に嬉々として歓喜するが、金森がデザインした鳥の卵を食らう蛇を作成したため、金森を苦しませる。代表作の蛇以外に昔、馬を参考にして馬面のような龍を作成しており、若気の至りに行き過ぎた自信作であったが没にされたため、自身にとっては「黒歴史」となっており、龍を見ると怯えてしまう。金森と木村に過去の資料を掘り返されながら自らデザインした龍を弄ばれられる。
金森（かなもり）
声 - 岸尾だいすけ
女性言葉で話すオネエマンデザイナー。代表作はピトフーイ。美しいものを追求して好む美意識の高い美学主義者。愛称は「金ちゃん」。カラーメッシュにかけた長い髪と渦巻き状の盛った前髪、着こなした服装によっては女性の外見に近くなる。水島のデザインした蛇に鳥たちが食われる事態に陥って嘆き、試行錯誤に狂気じみたデザインをして葛藤に苦悩する。神様のめちゃくちゃな依頼に対し、デザイナーたちの中で真っ先に文句を言う。木村とは、なにかを追い求めるところで気が合いやすく、蛇対策の仕返しは終わったはずだが水島への新たなる復讐なのか、翼を持たずに飛行できる龍のことを思い出して翻弄したが、水素を含む龍を用いて作成したバシリスクかコカトリス的鶏の生物が自爆して不採用になって失敗する。案件10ではストレスを抱える者と壊れた試作室の修復作業を行う者が多いデザイン部の中に、あまり仕事がなく暇な状態になり、下田経由でクライアント（神様）からのペガサスについてのオーダーを受け、土屋から羨ましがれながらも引き受ける。慰安旅行では、男風呂ではなく、女風呂で新しい生物デザインを描き込んで座る冥戸や火口と一緒に浴槽に浸かるシーンがある。
冥戸（めいど）
声 - 大空直美
可愛らしいグロ系を好む奇抜なゴスロリ風パンクファッションと小柄な体型をしたデザイナーの少女。毒をもつ生物や食虫植物を手掛けたことがあり、平然と生物の下ネタを言う。代表作はヤドクガエルとコアラ。時々、アノマロカリスらしきぬいぐるみを抱いているシーンがある。土屋のデザインしたケルピーを除く、デザイン部の全員がデザインした海洋生物のイルカを連続採用されたガラパゴス島のバカンスにて、海原と海洋生物対決でイカを巨大化させたダイオウイカが採用されるも海原のイルカから進化したマッコウクジラの攻撃に敗北を喫する。女性エンジニアの火口を除くと、デザイナーの中では紅一点。暇で余裕のある金森以外のデザイナーとエンジニアたちが他のことをやっているため、仕事がはかどっておらず、案件10では落ち着いているように見えるが、二股がついたサメのデザインを送ってそのデザインに困った神様の返事が来ないため、飲んでいるティーカップを持っていた手が震えてストレスを抱えている様子が描かれた。神様から与えられた慰安旅行にて金森と火口が竜宮城の女風呂に一緒にいる時、風呂に入らず浴衣姿で新しいサメのデザインの考案をする。カエル好き。
海原（うなばら）
声 - 竹内良太
長髪と髭面に体格のいい体つきをした男性デザイナー。他の男性デザイナーより大柄で高身長。体格とは裏腹にほのぼのでおっとりした優しい性格。代表作はカンガルー。体格も正反対の冥戸のデザインしたイカと海洋生物対決で自らデザインしたイルカを進化させたクジラで勝利をおさめると同時に採用される。
ある日の帰宅後、一人きりなのに風呂場で誰かに見られているのを感じ怖かったと言う話をしたときに、その出来事に感心して「わかる〜」と天から直接言った神様によりデザイナーたちを検証して新しい生物のオーダーメイドさせられる。案件10で、室内の隅っこにストレスと頭を抱えて体育座りをし、エビフライのようなモフモフの加工されたイルカを抱いてストレス発散して寝られずに寝込んでいる。
火口（ひぐち）
声 - 泊明日菜
動物部試作室にいる唯一のエンジニアの女性。波打つロングヘアの全体をまとめたポニーテールでゴーグルと溶接に使う分厚い作業手袋を着用し、黒のブラジャーを着けた胸の谷間が見えるほど開けたつなぎの作業服を着ている。デザイナーたちのデザインした採用前の動物試作品の造形と討議の日々を送る一番の苦労人。造成しても病気で倒れる生物を診察しているためデザイナーたちより生物に詳しく、獣医師のような深い知識をもち、それらを熱く解説して論破する。案件1にて、試作室のドアから出てきた土屋のペガサスに怒りを買った火口を見た下田の第一印象は「苦労の多そうな人」ではなく「怖い人がいる」であった。土屋の孫息子であるケンタが落書きした30mの怪物が動いて、試作室を壊した際には復旧工事の作業を行い、しばらくの間は試作室を使えない状態のままとなっている。

#### 虫部
動物デザイン部の別の部屋にある独立した部署。溢れかえるほどの資料や虫がある上に、青年集団が多数いるせいで、とても狭く見えるこじんまりとした部屋。
虫部の青年（本名不明）
声 - 水島大宙
デザイン部と同じ社内にあるこじんまりとした部屋であらゆる虫のデザインと研究を行う、みすぼらしいファッションと髪型に眼鏡を掛けた青年の集団で、女性はいない。デザイン部で若いころの土屋の助手をしていたが、神様からの「合体生物」というオーダーを時期によって別の生物に変化するという発想で「完全変態する昆虫」を生み出したのがきっかけで、独立した部署を与えられた（土屋と違い、老けずに当時と容姿は変わっていない）。元々は一人であり、作業の手が足りなくなったり新しい発想が必要になると分身して全く容姿が同一の新しい個体を生み出すため、どんどん増えている。冥戸のデザインしたハリガネムシを下田の天啓と共に共同作業で採用される。虫のデザインを試作する際、最初は巨大に作り、後からサイズを縮小する。

#### 植物部
かつて冥戸が所属していた部署。雲上に浮かぶ半球型の地面の花園。
ヨウ、コウ
執事服で身を包んだ双子の美形デザイナー。よく似た容姿でそれぞれの髪・肌・服が白と黒で統一されているが、どちらがヨウでどちらがコウなのかは明言されていない。老若男女問わず「プリンセス」と呼び、事あるごとに二人で壁ドンをし、褒めたたえる。

### 地獄
本作では通常の下界とは別の下界で建設中の天界の関連ベンチャービジネス企業「地獄」を指す。「闇と炎のテーマパーク」を建設中。社員は皆、入社直後に自分で考案した「最高にクールでダークサイドの服」が仕事着になるが、途中で恥ずかしくなっても予算の都合上変更ができない。
横田（よこた）
声 - 逢坂良太
上田の元部下で現在は地獄の社員。ケルベロス等の地獄の生物をデザイン部に依頼するが、ぼんやりとしたイメージだけで丸投げする神様と異なり、自筆のイメージ画を用意したり、大きさや用途などの具体的なオーダーを行うため、クライアントとして非常に歓迎されている。怖そうな服を着ているが、常に低姿勢で人当たりが良い人物。

### その他の登場人物
土屋 ケンタ（つちや ケンタ）
声 - 木野日菜
案件7で初登場した土屋の孫息子。おかっぱ頭をした幼年の男の子。好きなものは祖父の影響なのか馬が好き。祖父の土屋がいるデザイン部に侵入し、祖父のデザインしたタツノオトシゴの性別に落書きをして、土屋に「妊娠しないメスと妊娠するオス」を思いつくヒントを与えた他、デザイナーたちに室内の色々なものを案内された末に、誰もいない試作室にあったもうひとつの落書きした絵が神様に採用され気に入られるが、試作室にて即行採用され立体化した体長30mの少しだけグロテスクな怪物を見て改めた神様は「アレをなんとかして」とデザイン部に依頼、なんとか試作室無しで試行錯誤に立体化した象をデザインしてラフデザインの白紙を取り戻し、30mの「0」がちょっとだけ繋ぐのを欠けて3cmの「c」に見えた下田は神様を落ち着かせて3cmに縮小させたハルキゲニアとして再び採用する。おもちゃの馬5体を合体させたものを水島がヒントにデザイナーたちのラフデザイン動物を合体させて邪神を生み出した。怪物を描いたケンタ本人は、30mの体長と怪物の顔がうんこで尻尾あたりは顔、うねうねした足が背中、トゲだらけの背中は足だったらしい。ケンタが描いた怪物がうごめきに半壊された試作室を火口と土屋が修復作業している間はデザインの立体造形が使えない状態が続くはめになる。単行本2巻の登場人物紹介欄ではフルネームの土屋ケンタではなく、土屋孫と紹介されている。花火大会で出会った冥戸のデザインした巨大なメガネザルに会いたいと思いを土屋がグレイ型の宇宙人から錬成複製してプレゼントをするが、ケンタの両親が戸惑うほど。

## 登場した生物
ペガサス
考案者は土屋。火口に二度目で反対され、不採用にされる。
ピンポンツリースポンジ
考案者は水島。食虫植物に見えるが、れっきとした動物。
蛇
考案者は水島で彼の代表作となる。水島は次々と新しい改良型を作成して種類が増えた。
ヘビクイワシ
考案者は金森。水島が考案したヘビに対抗するために半ば私怨を込めて考案した。
マヨイアイオイクラゲ
クダクラゲの一種でクダクラゲとして採用させる。史上最大動物のシロナガスクジラを越える40mの生物。考案者は水島。
チョウチンアンコウ
考案者は冥戸で、小さなオスは巨大なメスの体に寄生して溶けていくのがロマンチックらしく、説明を聞いた下田はホラーでしかなく、恐怖として想起させたほど。
クトゥルフ
ケンタが遊んでいたおもちゃの馬5体を合体させたものから、水島は世界一巨大な合体生物を作ろうというヒントに、デザイナーたちのラフデザイン動物を合体させて生み出された。火口と土屋は試作室で新案の性別のタツノオトシゴを考察中のため参加はしておらず、水島は代表作の蛇、金森はヘビクイドリ、海原のアリクイ、木村はナマコ、冥戸のイカを材料とする。下田らからは嫌な予感がした。「クトゥルー」と叫ぶ合体した姿を下田は「邪神」呼ばわりし、後から来た上田によって削除（デリート）される。デザイナーたちは怖れて封印することを決め、怖がりそうに思われたケンタからは感銘し「かっこいい」とのこと。考案者は水島と協力者は金森、海原、木村、冥戸。ちなみに本編では名付けられていない。
ハルキゲニアが採用される前の30m級の怪物
発想者は土屋ケンタ、作成者はこの怪物を採用した神様。試作室で見た下田から「再び邪神が来た」と叫ぶ。巨体なボディをうごめかせて試作室を半壊させ、落書きされた怪物のラフデザインの紙を取り返すため、試作室に棲み着く怪物との対抗戦となったデザイナーたちに試行錯誤で色々な生物を生み出す。
モグラ
すでに完成していた生物。怪物を止めようとそれを越える巨大化を目指そうとしたが、火口の論破によって止められる。
ゴリラ
考案者と作成者ともに不明で、すでに完成していた動物。手先が器用そうという理由で通常の大きさから巨大化させたが、体が大きすぎて熱中症に負けて気絶する。
北斗の拳の悪党を想起させるような雄叫びを上げるムキムキな体をした謎の類人猿
巨大なゴリラから生まれた屈強な巨体をもつ名前の無い生物。ケンタの落書きした怪物の絵を取り戻そうと拡大された巨大ゴリラが熱中症を起こしたため改良して作成した。体が大きすぎて骨折し、デザイナーたちは振り出しに戻って頓挫する。
象
用意されたゴリラから生まれた世紀末の悪党的な謎の類人猿を加工した、大きい耳の長い便利な鼻をもつ可愛らしい動物。例の落書きした紙の怪物のラフデザイン作品を鼻先で器用に操って取り返し、デザイナーたちを喜ばせ、採用される。
龍
作成者は若きころの水島。見た目はアジアに伝わる妖怪で伝説のドラゴン。神様のオーダーで金森と木村が翼のない飛べる生物は無いかと資料を漁り、水島のデザインの紙を取り出し、木村が地面に書いた星形の生物の設計を呼び出されて踏んづけた下田が召喚魔法のように召喚した。昔、スーパーかっこいい生物を作ろうとした若きころの水島のこだわりが若気の至りに作成したもの、現在の水島にとっては心を痛めて叫ぶほどに苦しめる黒歴史らしい。動物図鑑の解説後のイラストに出る2匹のドラゴンは作画担当のたら子が『空挺ドラゴンズ』と『とんがり帽子のアトリエ』のドラゴンを参考に描き、それぞれの作者に感謝の言葉を述べる。
バシリスクかコカトリスに似た鶏の生物
水島の龍と鶏を金森と木村が合成したコカトリスのような名前の無い生物になった。鶏のお尻にあたる尻尾となった龍の口から排泄物を出せる脱腸となる。龍の手がもつ水晶玉のところは尿結石。トカゲや蓮根を参考に龍をおとりとしてちぎれる仕組み。見た目で先を読み、鬱蒼と気分を害した水島は改めて立ち去り、下田も後で金森たちにこの生物の解説に聞かされ、先に行った水島の行動から思い立ち、唖然に納得する。
トビヘビ
本編に登場した飛ぶ蛇の正式名はトビヘビの一種のパラダイストビヘビ。水島が考え出して採用される。先述した生物の爆発前に飛び出して登場する。
ヒトデ
考案者は木村。星形の生物の設計をガラパゴス島の地面に書いたものの、呼び出された下田に踏んづけられたが、木村自身は気にしていない。コカトリスに似た龍の上部を脱腸にした鶏の生物を参考に作成して採用される。内臓を吐き出すナマコと同じように欠如した体の一部を再生する能力をもつ。木村にそのままその体の一部をちぎって食べられる。

## 書誌情報

### コミックス
- 蛇蔵/鈴木ツタ（原作）・たら子（作画）『天地創造デザイン部』 講談社〈モーニングKC〉、既刊8巻（2022年7月22日現在）
  1. 2017年11月22日発売[11]、ISBN 978-4-06-510461-3
  2. 2018年6月22日発売[12]、ISBN 978-4-06-511712-5
  3. 2019年1月23日発売[13]、ISBN 978-4-06-514673-6
  4. 2019年8月23日発売[14]、ISBN 978-4-06-516885-1
  5. 2020年4月23日発売[15]、ISBN 978-4-06-519080-7
  6. 2021年1月21日発売[16]、ISBN 978-4-06-521855-6
  7. 2021年10月21日発売[17]、ISBN 978-4-06-524640-5
  8. 2022年7月22日発売[18]、ISBN 978-4-06-528468-1

### 関連書籍
- 蛇蔵/鈴木ツタ（原作）・たら子（作画）『まんが 動物そんなのいるんだ～『天地創造デザイン部』フルカラー版～』講談社、全1巻、2020年3月23日発売[19]、ISBN 978-4-06-518936-8
- 講談社（編集）・蛇蔵、モーニング編集部、天地創造デザイン部製作委員会、多久和理実（監修）『おもしろ空想科学事典　天地創造デザイン部　へんな生きもの造ってみた。』講談社、全1巻、2021年2月22日発売[20]、ISBN 978-4-06-521969-0

## テレビアニメ
2021年1月から3月までAT-Xほかにて放送された。「本当にいる生きもの図鑑」のコーナーは、実際の図鑑風の解説文だった原作とは異なり、実写の動物映像を流しながら、登場人物たちが掛け合いで説明をする形式となっている。
テレビ未放送回となる第13話がAmazon Prime Video限定で配信されている。

### スタッフ
- 原作 - 蛇蔵、鈴木ツタ、たら子[23]
- 監督 - 増井壮一[23]
- シリーズ構成・脚本 - 横手美智子[23]
- キャラクターデザイン - 大橋幸子[23]
- 総作画監督 - 水竹修治
- プロップデザイン - 今門卓也[23]
- 動物デザイン - 宍戸久美子、今門卓也
- 美術監督・美術設定 - 根本洋行[23]
- 色彩設計 - 田中美穂[23]
- 3DCGディレクター - 真田竹志
- 撮影監督 - 寺本友紀[23]
- 編集 - 本田優規[23]
- 音楽 - 松尾早人[23]
- 音響監督 - 飯田里樹[23]
- 音響制作 - スタジオマウス[23]
- 音楽制作 - エイベックス・ピクチャーズ[23]
- チーフプロデューサー - 松村一人、伊藤洋平
- プロデューサー - 日野亮、川添千世、飯塚彩、山岡勇輝、鍋岩晶子、大森慎司、齋藤宙央、鈴木勇人
- アニメーションプロデューサー - 河内山隆
- アニメーション制作 - 旭プロダクション[23]
- 製作 - 天地創造デザイン部製作委員会[23]

### 主題歌
「Give It Up?」
96猫によるオープニングテーマ。作詞・作曲はS-kit、Sylo、編曲はGROUND-LINE。
「DESIGNED BY HEAVEN!」
パライソ☆社員スターズによるエンディングテーマ。作詞・作曲・編曲はTECHNOBOYS PULCRAFT GREEN-FUND。下田（榎木淳弥）のボーカルに、上田（原由実）やデザイン部のメンバーが合いの手として加わっている。案件9では歌詞が英語のTECHNOBOYS PULCRAFT GREEN-FUND ver.を使用。

### 各話リスト
| 話数   | 絵コンテ     | 演出     | 作画監督 | 初放送日         |
| ------ | ------------ | -------- | --- | ---------------- |
| 案件1  | 増井壮一     | 小林孝志 | 松岡秀明 | 2021年 1月7日    |
| 案件2  | 名村英敏     | 中西陽介 | 村上史明 堂佳織 和田勝之                                                                                        | 1月14日          |
| 案件3  | オグロアキラ | 能田健太 | 藤原彰人 | 1月21日          |
| 案件4  | 江島奏男     | 江島奏男 | 迫江沙羅 重国浩子 久保山陽子 水竹修治 堂佳織                                                                    | 1月28日          |
| 案件5  | 敷島博英     | 中西陽介 | 大塚あきら 島﨑克実                                                                                             | 2月4日           |
| 案件6  | 名村英敏     | 小林孝志 | 松岡秀明 和田勝之                                                                                               | 2月11日          |
| 案件7  | 名村英敏     | 大塚隆寛 | 石堂信晴 久保山陽子                                                                                             | 2月18日          |
| 案件8  | オグロアキラ | 中西陽介 | 村上史明 堂佳織 重国浩子                                                                                        | 2月25日          |
| 案件9  | オグロアキラ | 小林孝志 | 池田結姫 今門卓也 市川沙央里 松本まみ子 敷島博英                                                                | 3月4日           |
| 案件10 | 江島奏男     | 江島奏男 | 津熊健徳 大塚あきら 島﨑克実 松岡秀明                                                                           | 3月11日          |
| 案件11 | 名村英敏     | 中西陽介 | 久保山陽子 松岡秀明                                                                                             | 3月18日          |
| 案件12 | 増井壮一     | 小林孝志 | 村上史明 重国浩子 津熊健徳 堂佳織 池田結姫 今門卓也 市川沙央里 松岡秀明 久保山陽子 水竹修治 大塚あきら 下地聡子 | 3月25日          |
| 案件13 | 名村英敏     | 江島泰男 | 大橋幸子 島崎克実 大塚あきら 津熊健徳                                                                           | 4月2日(配信開始) |

### 放送局
| 放送期間                | 放送時間                     | 放送局       | 対象地域   | 備考                                            |
| ----------------------- | ---------------------------- | ------------ | ---------- | ----------------------------------------------- |
| 2021年1月7日 - 3月25日  | 木曜 23:30 - 金曜 0:00       | AT-X         | 日本全域   | 製作参加 / CS放送 / 字幕放送 / リピート放送あり |
| 2021年1月8日 - 3月26日  | 金曜 0:00 - 0:30（木曜深夜） | TOKYO MX     | 東京都     | 製作参加                                        |
| 2021年1月9日 - 3月27日  | 土曜 0:30 - 1:00（金曜深夜） | BSフジ       | 日本全域   | 製作参加 / BS/BS4K放送 / 『アニメギルド』枠     |
|                         | 土曜 2:55 - 3:25（金曜深夜） | 毎日放送     | 近畿広域圏 |                                                 |
| 2021年1月10日 - 3月28日 | 日曜 1:50 - 2:20（土曜深夜） | テレビ愛知   | 愛知県     | 製作参加                                        |
| 2021年1月26日 - 4月13日 | 火曜 1:18 - 1:48（月曜深夜） | 長崎文化放送 | 長崎県     | 『あに。』枠                                    |

| 配信開始日    | 配信時間                   | 配信サイト                                                                                                  |
| ------------- | -------------------------- | --- |
| 2021年1月8日  | 金曜 0:00（月曜深夜） 更新 | Amazon Prime Video                                                                                          |
|               | 金曜 0:30（月曜深夜） 更新 | dTV |
| 2021年1月10日 | 日曜 12:00 更新            | あにてれ MBS動画イズム GYAO!ストア DMM.com ニコニコチャンネル ひかりTV ビデオマーケット music.jp Rakuten TV |

### BD / DVD
| 巻 | 発売日        | 収録話          | 規格品番   | 規格品番   |
| 巻 | 発売日        | 収録話          | BD         | DVD        |
| -- | ------------- | --------------- | ---------- | ---------- |
| 1  | 2021年3月26日 | 第1話 - 第2話   | EYXA-13237 | EYBA-13231 |
| 2  | 2021年4月30日 | 第3話 - 第4話   | EYXA-13238 | EYBA-13232 |
| 3  | 2021年5月28日 | 第5話 - 第6話   | EYXA-13239 | EYBA-13233 |
| 4  | 2021年6月25日 | 第7話 - 第8話   | EYXA-13240 | EYBA-13234 |
| 5  | 2021年7月30日 | 第9話 - 第10話  | EYXA-13241 | EYBA-13235 |
| 6  | 2021年8月27日 | 第11話 - 第12話 | EYXA-13242 | EYBA-13236 |

| BSフジ アニメギルド 土曜 0:30 - 1:00（金曜深夜） 枠          | BSフジ アニメギルド 土曜 0:30 - 1:00（金曜深夜） 枠 | BSフジ アニメギルド 土曜 0:30 - 1:00（金曜深夜） 枠 |
| 前番組                                                       | 番組名                                              | 次番組                                              |
| ------------------------------------------------------------ | --------------------------------------------------- | --------------------------------------------------- |
| 俺がお嬢様学校に「庶民サンプル」としてゲッツした件（再放送） | 天地創造デザイン部                                  | 7SEEDS（第2期）                                     |